# لیونل رویر
لیونل رویر (انگلیسی: Lionel Royer; ۲۵ دسامبر ۱۸۵۲ – ۳۰ ژوئن ۱۹۲۶) نقاش اهل فرانسه بود.
وی همچنین برندهٔ جوایزی همچون جایزه بزرگ رم شده‌است.